# Sant Jaume de Ransol

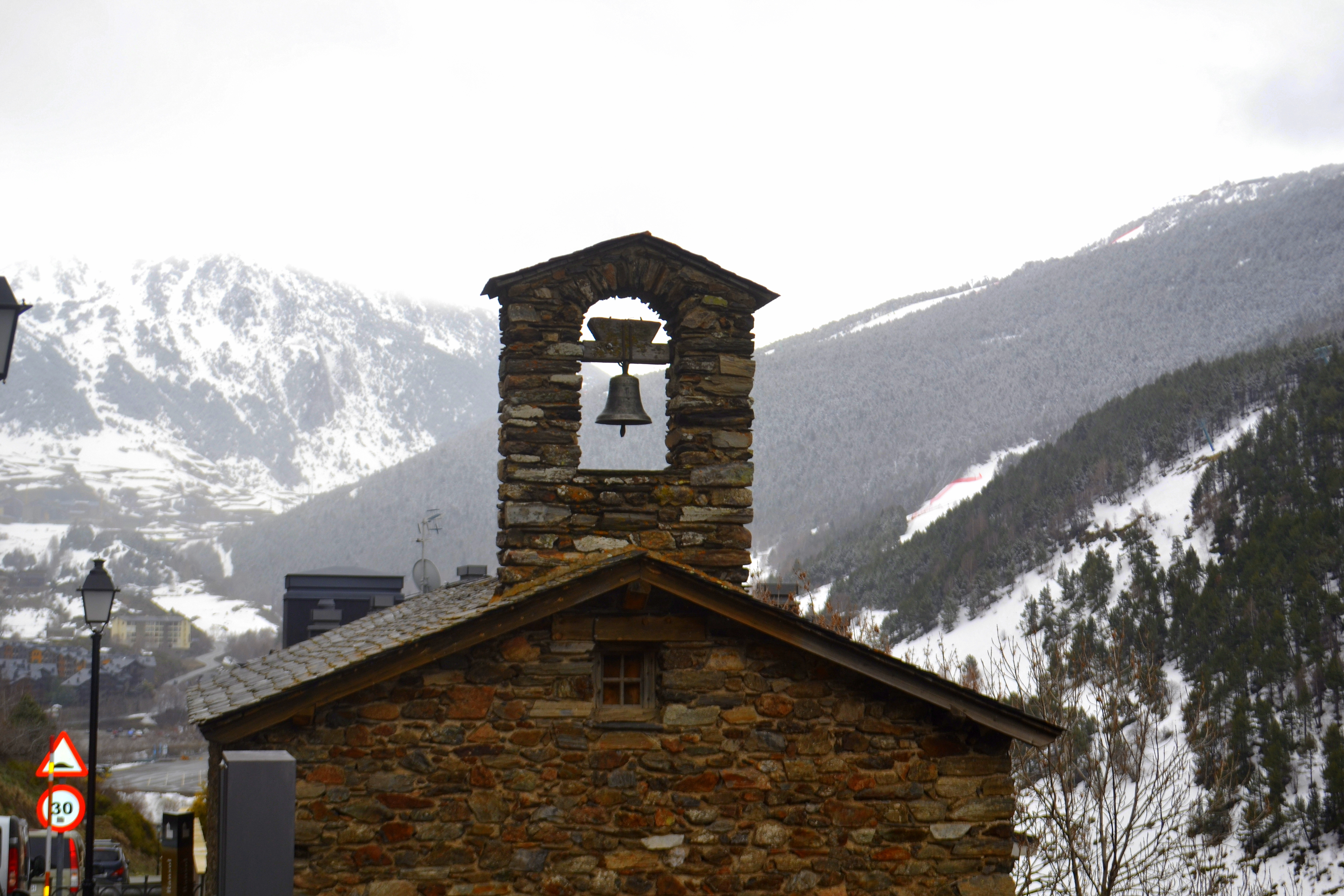
Sant Jaume

Sant Jaume de Ransol ist eine kleine Kirche vorromanischen Ursprungs, die sich im Zentrum von Ransol auf einer Höhe von 1745 Metern in der Gemeinde Canillo  im Fürstentum Andorra befindet.
Die Kirchenglocke trägt die Inschrift S Jacobus Ora Pro Nobis 1832. Es ist das Jahr, in dem die ehemalige Kapelle zur Kirche ausgebaut wurde.
Aufgrund des Baus der neuen Straße und des Dorfplatzes musste die Kirche etwa 40 Meter westlich von ihrem ursprünglichen Standort verlegt werden. Unter der Leitung des Architekten Cèsar Martinell wurde sie Stein für Stein 1962 abgebaut und 1963 am neuen Standort wieder errichtet.
Das Bild von Sant Jaume, das sich heute auf dem Altar befindet, stammt aus dem Jahr 1945.